# 中国历代绘画大系
中国历代绘画大系是浙江大学开展的一项文化工程。截至2024年3月，共出版《先秦汉唐画全集》《宋画全集》《元画全集》《明画全集》《清画全集》62卷232册，收录海内外263家文博机构的中国绘画藏品12405件（套）。

## 编纂过程

### 《宋画全集》编纂阶段（2005—2010）
2005年7月，浙江大学和浙江省文物局向浙江省委上报关于汇编出版“两岸故宫博物院宋画藏品”的建议。时任中共浙江省委书记习近平作出批示：“这一构想很好，值得为此努力。”项目最终确定为《宋画全集》，并列入浙江文化研究工程，第一次在全世界范围搜集相关图像资源。
2006年1月，《宋画全集》编辑工作正式开始。现存的宋画收藏于世界各地约200家机构，编辑部向各家博物馆发出信息，购买其收藏宋画的电子扫描件。许多电子扫描图是大面积拍摄，导致细节失真，不满足出版要求，于是在编辑部的推动之下，这些博物馆重新拍摄了更高质量的扫描图。
2008年12月，《宋画全集》首批8册正式出版，并在北京人民大会堂举行出版座谈会。

### “中国历代绘画大系”启动阶段（2011—2015）
2010年9月13日，《宋画全集》即将完成，“中国历代绘画大系”项目准备启动。9月21日，习近平批示支持。项目第二次在全世界范围搜集相关图像资源。
2012年12月，《元画全集》12册出版。
2015年9月21日，中共中央宣传部召开第一次“大系”编纂出版工作部际协调会。项目组根据要求，确定再在全世界文博机构中增补图像2800余件（套）。至此，项目启动第三轮全世界范围图像采集工作，总编入图像增加到12200多件（套）。

### 宣传推广阶段（2021—）
2022年9月29日，“盛世修典——‘中国历代绘画大系’成果展”在中国国家博物馆开幕。